# Pangulah Utara
Pangulah Utara is een bestuurslaag in het regentschap Karawang van de provincie West-Java, Indonesië. Pangulah Utara telt 14.295 inwoners (volkstelling 2010).